# Србијанка Букумировић
Србијанка Букумировић (Шетоње, код Петровца на Млави, 1920 — Јајинци, код Београда, 7. септембар 1944), студент медицине и учесница Народноослободилачке борбе.

## Биографија
Рођена је 1920. године у селу Шетоње, код Петровца на Млави. Потиче из револуционарне учитељске породице Букумировић.
Као студент Медицинског факултета, заједно са братом Мирославом, студентом права, прикључила се револуционарном студентском покрету на Београдском универзитету. Учествовала је у разним политичким акцијама и демонстрацијама које је Комунистичка партија Југославије (КПЈ), чији је била члан, организовала пре рата. Због револуционарне активности била је више пута хапшена и прогањана од полиције.
После Априлског рата и окупације Краљевине Југославије, 1941. године, активно је учествовала у организовању покрета отпора у окупираном Београду. По партијском задатку, радила је у техници Покрајинског комитета КПЈ за Србију. Често је примала курире Окружних комитета и партизанских одреда, предавала им пошту и прихватала материјал и извештаје за Покрајински комитет. Поред брата, који је био члан Рејонског комитета КПЈ и учесник оружаних акција и диверзија, Народноослободилачком покрету прикључила се и сестра Јованка. Она је такође као и Србијанка обављала курирску дужност за Покрајински комитет.
У лето 1943. године, Србијанка и Јованка су на име своје сестре Ружице Букумировић-Ђуровић, за потребе КПЈ и НОП-а, закупиле кућу у Мокролушкој улици број 7. У кући су тада била изграђена склоништа за скривање партијских функционера и илегалног материјала, а такође су у њој често биле и одржаване седнице Покрајинског комитета КПЈ за Србију.
Октобра 1943. године, агенти Специјалне полиције, успели су да ухапсе Василија Буху и Веру Милетић, чланове НОП-а у Београду. Они се нису добро држали пред полицијским иследницима и одали су све партијске везе које су знали. Тада је уследила велика провала у партијску организацију у којој је ухапшен велики број чланова КПЈ, активиста НОП-а и њихових симпатизера. У оквиру ове акције полиција је упала и у кућу Србијанке и Јованке и тамо пронашла велике количине илегалног партијског материјала. Оне су тада ухапшене, као и њихова сестра Ружица. Пред полицијским иследницима, оне су се храбро држале и нису рекле ниједну реч. Због тога су пребачене у Бањички логор. Србијанка и Јованка су тада означене затвореницама прве, а Ружица друге категорије.
Стрељане су у Јајинцима, Србијанка 7. септембра, а Јованка 11. септембра 1944. године. Јованка је стрељана заједно са последњих 25 затвореница прве категорије, у једној од последњих група стрељаних пред затварање логора. После ослобођења Југославије, њихови посмртни остаци пренети су и сахрањени у Алеју бораца Народноослободилачког рата на Новом гробљу у Београду. Ту је сахрањен и њихов брат Мирослав, који је маја 1942. године извршио самоубиство у полицији и који је проглашен за народног хероја.